# جیووانی کاناتا
جیووانی کاناتا (انگلیسی: Giovanni Cannata؛ زادهٔ ۱۷ سپتامبر ۱۹۸۵) بازیکن فوتبال اهل ایتالیا است.
از باشگاه‌هایی که در آن بازی کرده‌است می‌توان به باشگاه فوتبال روت‌وایس اسن اشاره کرد.